# サンタ・フェ (テキサス州)

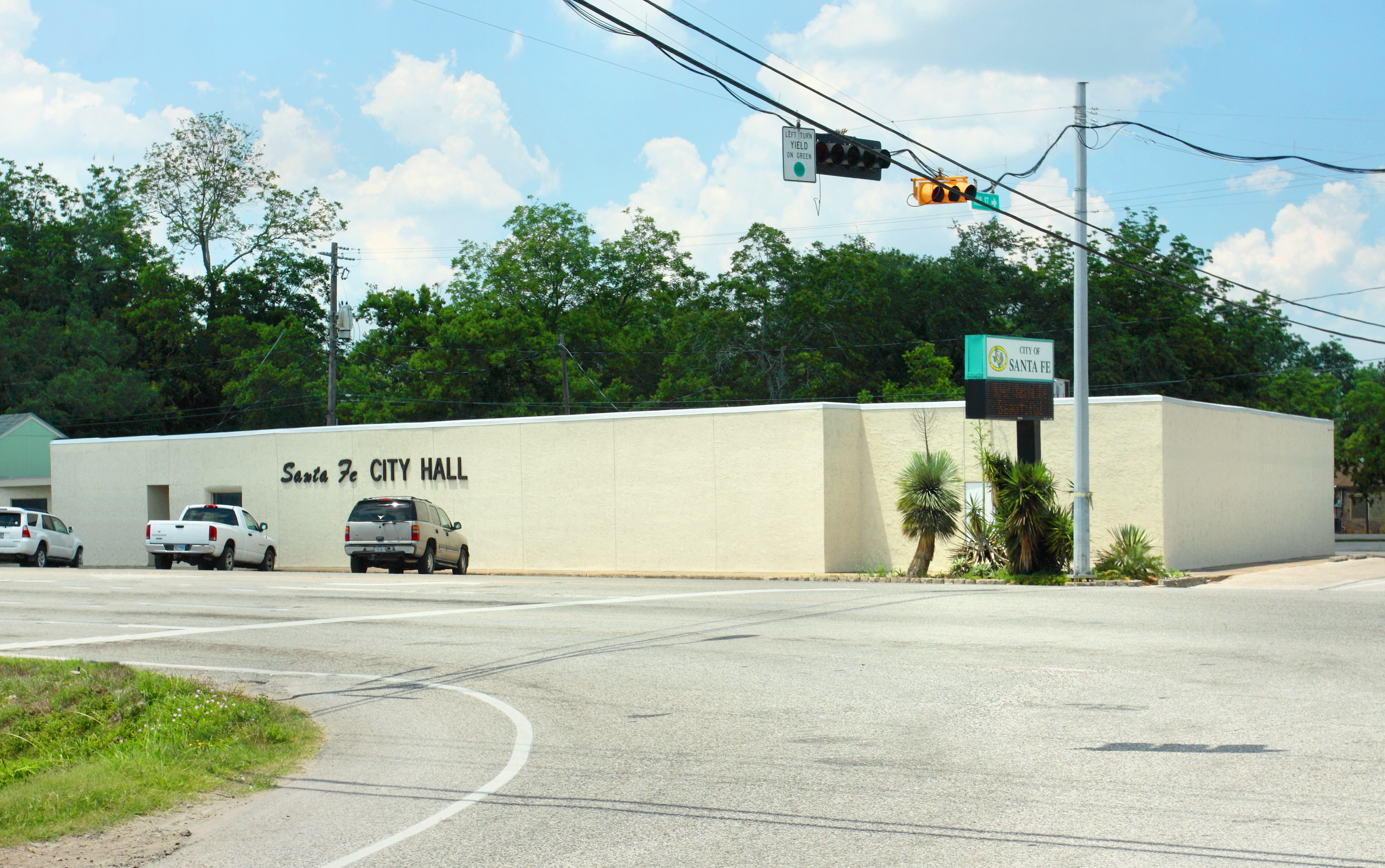
サンタ・フェ市役所

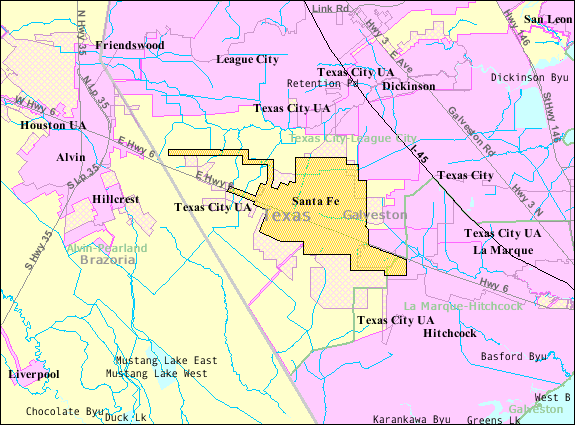
サンタ・フェの地図

サンタ・フェ（英語: Santa Fe）は、アメリカ合衆国南部のテキサス州東部のガルベストン郡の都市。
スペイン語で「聖なる信仰」を意味する。
現在はBNSF鉄道の一部となったアッチソン・トピカ・アンド・サンタフェ鉄道が名前の由来。
2018年5月18日に高校で乱射事件が発生し、少なくとも10人が殺害された。
人口は2016年推計で1万3205人。

## 歴史
1877年、ガルフ・コロラド・アンド・サンタ・フェ鉄道がガルベストン郡西部に建設された。
20世紀初頭には鉄道沿いにアルタ・ロマ、アルカディア、アルゴアの3つの小さな町が存在した。
同時期にこの地域を管轄するサンタ・フェ独立学区が、鉄道から名前を取って設置された。
1970年代中盤、隣接するヒッチコック市がアルタ・ロマ東部地区を併合しようとしたが、住民は反対した。
併合を阻止するために、この地域で合併して新たな都市を創る運動が始まった。
1978年1月21日、アルタ・ロマ全域とアルカディアの一部を合わせ、サンタ・フェ市が設置された。
後にアルカディアとアルゴアの全域も併合し、郡内では豊かな地域になった。
1981年2月14日、KKKが私有農場で集会を開き、湾岸地域で存在感を増すベトナム系アメリカ人の海老養殖業者に抗議した。
この中で儀式としてベトナム系住民の漁船が燃やされた。
同様の事件は近隣の港町でも発生し、州裁判所が動く事態となった。この事件はのちに、映画監督のルイ・マルによって『アラモベイ』として1985年に映画化された。
2000年6月19日、最高裁判所はサンタ・フェ独立学区の生徒の自主性を重んじる方針が、他校とのアメフトの試合で憲法に違反しているとした。
2018年5月18日、サンタフェ高校銃乱射事件が発生し、少なくとも10人が殺害された。

## 交通
近隣の空港はクリーシー空港とカミ・カジ空港で、ヒューストンとの間に定期航路が有る。

## 著名人
- ジョニー・リー（英語版）：カントリー・ミュージックの歌手。1964年にサンタ・フェ高校を卒業した。